# All Together Now (album, Better Than Ezra)
All Together Now je osmé studiové album americké rockové skupiny Better Than Ezra. Vydalo jej v září roku 2014 hudební vydavatelství The End Records (jde o první album skupiny vydané touto společností). Jeho producentem byl Tony Hoffer. Jde o první album skupiny po více než pěti letech (poslední deska nazvaná Paper Empire vyšla v květnu 2009). Další album vyšlo až po deseti letech. Nahrávání alba začalo v létě roku 2013.

## Seznam skladeb
| Pořadí | Název                | Délka |
| ------ | -------------------- | ----- |
| 1.     | Crazy Lucky          | 3:11  |
| 2.     | Gonna Get Better     | 3:06  |
| 3.     | Undeniable           | 3:25  |
| 4.     | Insane               | 3:03  |
| 5.     | Sunflowers           | 3:11  |
| 6.     | The Great Unknown    | 3:58  |
| 7.     | Before You           | 3:16  |
| 8.     | Dollar Sign          | 3:18  |
| 9.     | One Heart Beating    | 3:23  |
| 10.    | Diamond in My Pocket | 2:40  |
| 11.    | I Fly Away           | 3:24  |
| 12.    | Shut Up and Dance    | 3:14  |

## Obsazení

### Better Than Ezra
- Kevin Griffin – zpěv, kytara, klávesy
- Tom Drummond – baskytara
- Michael Jerome – bicí

### Ostatní
- Tony Hoffer – kytara, klávesy, programování
- Adam Chance – doprovodné vokály
- Jeremy Lister – doprovodné vokály
- Julia Sinclair – doprovodné vokály
- Nolan Sipe – doprovodné vokály
- Shy Carter – doprovodné vokály
- Jamie Moore – doprovodné vokály, klávesy, programování
- Sean Hurley – baskytara
- Paul Mabury – bicí
- Travis Aaron McNabb – bicí
- Courtlan Clement – bicí
- James Arthur Payne, Jr. – bicíkytara, klávesy
- Dave Palmer – klavír